# NGC 3240
NGC 3240 је спирална галаксија у сазвежђу Хидра која се налази на NGC листи објеката дубоког неба.
Деклинација објекта је - 21° 47' 29" а ректасцензија 10h 24m 30,9s. Привидна величина (магнитуда) објекта NGC 3240 износи 13,2 а фотографска магнитуда 13,9. NGC 3240 је још познат и под ознакама ESO 568-3, MCG -4-25-7, IRAS 10221-2132, PGC 30515.